# عين لحجر (تازوطة)
عين لحجر هو دُوَّار يقع بجماعة تازوطة، إقليم صفرو، جهة فاس مكناس في المملكة المغربية. ينتمي الدوّار لمشيخة تازوطة التي تضم 13 دوار. يقدر عدد سكانه بـ 99 نسمة حسب الإحصاء الرسمي للسكان والسكنى لسنة 2004.

## روابط خارجية
- البوابة الوطنية للجماعات الترابية نسخة محفوظة 12 مارس 2018 على موقع واي باك مشين.
- المندوبية السامية للتخطيط